# Ацеклофенак
Ацеклофенак (англ. Aceclofenac, лат. Aceclofenacum) — синтетичний препарат, що є похідним фенілоцтової кислоти, та належить до групи нестероїдних протизапальних препаратів. Ацеклофенак може застосовуватися як перорально, так і внутрішньом'язово, а також у вигляді гелю для місцевого застосування, і застосовується у клінічній практиці з 1992 року.

## Фармакологічні властивості
Ацеклофенак — синтетичний препарат, що є по хімічній структурі похідним фенілоцтової кислоти, та належить до групи нестероїдних протизапальних препаратів. Механізм дії препарату, як і інших представників групи нестероїдних протизапальних препаратів, полягає у інгібуванні ферменту циклооксигенази, яка забезпечує перетворення арахідонової кислоти у простагландини. Хімічний склад ацеклофенаку відрізняється від інших представників групи нестероїдних протизапальних препаратів — похідних оцтової кислоти — наявністю дихлорфеніламіногрупи, що забезпечує суттєві відмінності у фармакологічних властивостях препарату від іншого подібного за хімічним складом препарату — диклофенаку. Ацеклофенак має помірну селективність до циклооксигенази 2 типу (ЦОГ-2), і значно менше впливає на циклооксигеназу 1 типу (ЦОГ-1). Це забезпечує також нижчу кількість побічних ефектів з боку травної системи при застосуванні ацеклофенаку в порівнянні з іншими нестероїдними протизапальними препаратами, які переважно є інгібіторами ЦОГ-1 (диклофенаком, індометацином, напроксеном, фенілбутазоном, піроксикамом), а також меншу кількість побічних ефектів з боку серцево-судинної системи. Ацеклофенак пригнічує синтез прозапальних цитокінів (таких як інтерлейкін-1 та фактор некрозу пухлини), а також пригнічує індукований інтерлейкіном процес активації металопротеїназ та покращує синтез протеогліканів у хрящовій тканині суглобів. Окрім протизапального ефекту, ацеклофенак має жарознижувальний та знеболювальний ефект, який дорівнює або перевищує аналогічні ефекти інших нестероїдних протизапальних препаратів (диклофенаку, індометацину, кетопрофену, теноксикаму, напроксену, ібупрофену). При застосуванні ацеклофенаку знижується чутливість рецепторів до медіаторів запалення (брадикініну та гістаміну), а також інгібується адгезія нейтрофілів до ендотелію судин у вогнищі запалення, що також сприяє збільшенню протизапального ефекту препарату. При захворюваннях суглобів ацеклофенак значно зменшує ранкову скутість, набряк і біль у суглобах; а також значно зменшує інтенсивність запалення та больового синдрому при дегенеративно-дистрофічних ураженнях хребта (у тому числі при остеохондрозі).

### Фармакокінетика
Ацеклофенак швидко та повністю всмоктується при пероральному застосуванні, максимальна концентрація препарату в крові досягається протягом 1,25—3 годин, біодоступність препарату складає близько 100%. Ацеклофенак практично повністю (на 99%) зв'язується з білками плазми крові. Препарат створює високі концентрації у синовіальній рідині (близько 50% від концентрації у крові), максимальна концентрація у синовіальній рідині досягається на 2—4 години пізніше, ніж максимальна концентрація у крові. Ацеклофенак проникає через плацентарний бар'єр та виділяється в грудне молоко. Метаболізується препарат у печінці з утворенням переважно активних метаболітів, одним із метаболітів ацеклофенаку є інший нестероїдний протизапальний препарат диклофенак. Виводиться препарат із організму переважно з сечею (66%), частково у незміненому вигляді, до 20% препарату виводиться з калом. Період напіввиведення ацеклофенаку становить 4 години, який може збільшуватися при захворюваннях печінки, і не змінюється при порушеннях функції нирок.

## Показання до застосування
Ацеклофенак застосовується для лікування ревматологічних захворювань (остеоартрозу, ревматоїдного артриту, анкілозуючого спондилоартриту, псоріатичного артриту, подагричного артриту), зменшення больового синдрому та запального процесу при травматичних ушкодженнях опорно-рухового апарату (розтягнень зв'язок та сухожилків, перенапруження м'язів, забою суглобів або м'язів), а також для симптоматичного лікування периартрита, болю в поперековому відділі хребта та кривошиї.

## Побічна дія
При застосуванні ацеклофенаку найчастіше спостерігаються побічні ефекти з боку травної системи — загострення виразкової хвороби (у тому числі з перфорацією), шлунково-кишкові кровотечі, наявність крові у калі, біль у животі, нудота, діарея, блювання, рідше гастрит та панкреатит, але частота даних побічних ефектів значно менша, ніж при застосуванні інших нестероїдних протизапальних засобів. З боку інших органів та систем можуть рідко спостерігатися наступні побічні ефекти:
- З боку шкірних покривів та алергічні реакції — висипання на шкірі, кропив'янка, екзема, пневмоніт, загострення бронхіальної астми, синдром Стівенса-Джонсона, синдром Лаєлла, анафілактичний шок.
- З боку нервової системи — головний біль, головокружіння, сонливість, депресія, підвищена збудливість, тремор, судоми, парестезії, порушення зору та слуху, асептичний менінгіт.
- З боку серцево-судинної системи — артеріальна гіпертензія, серцева недостатність, тахікардія, периферичні набряки.
- З боку сечостатевої системи — гематурія, інтерстиційний нефрит, гостра ниркова недостатність, нефротичний синдром.
- Зміни в лабораторних аналізах — можуть спостерігатися тромбоцитопенія, лейкопенія, анемія (у тому числі гемолітична та апластична), агранулоцитоз, протеїнурія, підвищення рівня активності печінкових ферментів у крові.

## Протипокази
Ацеклофенак протипоказаний при підвищеній чутливості до препарату та інших нестероїдних протизапальних препаратів, загостренні виразкової хвороби шлунку та дванадцятипалої кишки, шлунково-кишковій кровотечі, бронхіальній астмі зі супутнім поліпозом носа та непереносимістю ацетилсаліцилової кислоти, гіперкаліємії, після проведення аортокоронарного шунтування, порушеннях згортання крові, вираженій печінковій та нирковій недостатності, у ІІІ триместрі вагітності, у дитячому віці до 18 років. Застосування ацеклофенаку в І та ІІ триместрі вагітності, а також при годуванні грудьми рекомендовано проводити з обережністю.

## Форми випуску
Ацеклофенак випускається у вигляді таблеток по 0,1 г, таблеток з модифікованим вивільненням 0,2 г, порошку для приготування суспензії для прийому всередину, ампул по 1 мл 15 % розчину для ін'єкцій та 1,5 % крему для зовнішнього застосування по 60 г у тубі.